# Biserica Mântuitorului din Graz

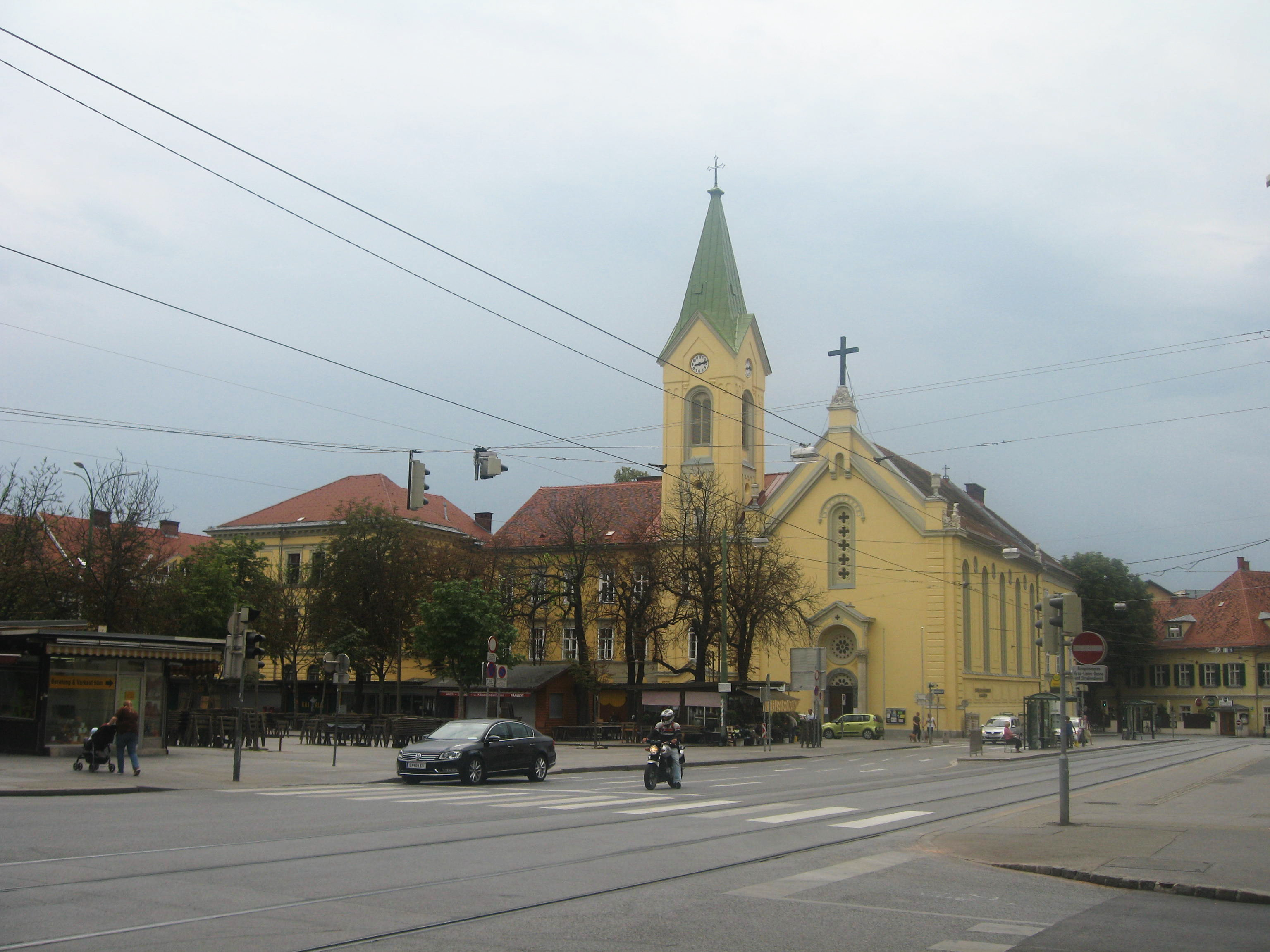
Heilandskirche în vara anului 2012

Biserica Mântuitorului (în germană Heilandskirche) este o biserică evanghelică din orașul Graz (capitala Stiriei) și biserica parohială a parohiei evanghelice de confesiune augustană Graz-Heilandskirche. Clădirea a fost construită în stilul istorismului și se află pe Kaiser-Josef-Platz, în districtul 2 (St. Leonhard) al orașului Graz.

## Istoric

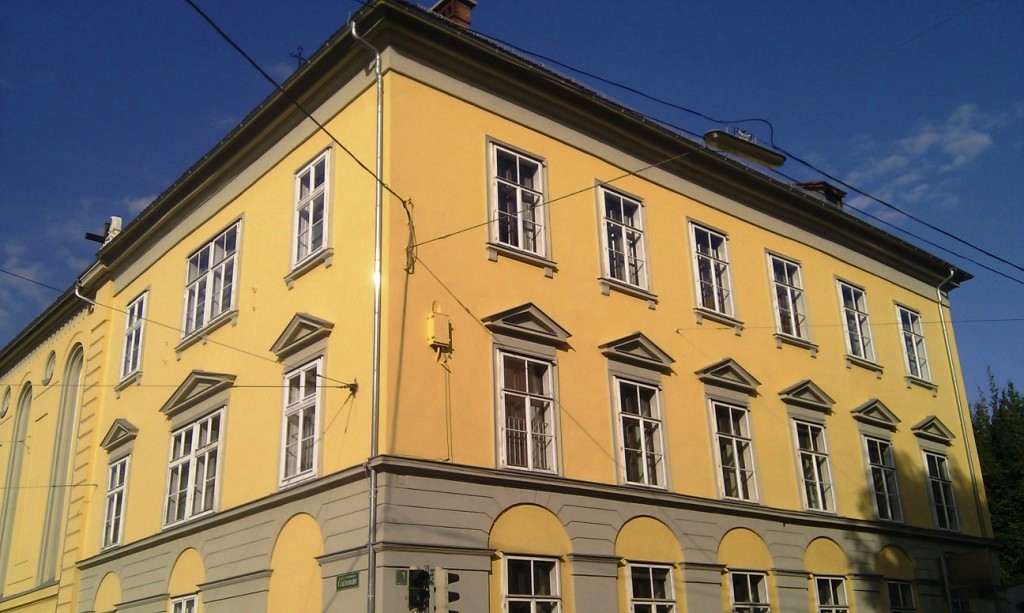
Martin-Luther-Haus

Ca urmare a prevederilor Edictelor iozefine de toleranță religioasă, a fost construită în 1824 o primă clădire de cult evanghelic în Graz, pe fosta piață de lemn din afara orașului vechi. Deoarece avea la început doar 270 de credincioși, prea puțini pentru a forma o comunitate proprie în conformitate cu reglementările în vigoare, comunitatea din Graz a fost oficial o dependință (filială) a Parohiei Wald am Schoberpass și a închiriat Biserica augustiniană (astăzi Stiegenkirche). În conformitate cu prevederile noului edict de toleranță, noul lăcaș de cult, împreună cu școala și casa parohială, trebuia să aibă o înfățișare asemănătoare cu cea a a caselor cu destinația de locuință și a fost construit în stilul clădirilor de locuințe Biedermeier. Complexul includea o sală de rugăciune, locuințe pentru pastor, epitrop și profesor, precum și o sală de clasă, Școala Evanghelică de Fete de mai târziu, actuala Martin Luther-Haus.
Abia după Revoluția din 1848 a fost posibil să se construiască o biserică evanghelică recunoscută ca atare și în 1853 s-a aprobat transformarea clădirii după planurile lui Franz Zehengruber. Heilandskirche este singura biserică în stilul istorismului romantic din Graz.
În esență, biserica în forma actuală corespunde cu spațiul fostei case de rugăciune, deși orientarea sa s-a schimbat, altarul fiind mutat din partea de nord-est în partea de sud-vest. Numai turnul bisericii, vitraliile vizibile din exterior, precum și portalul dinspre Kaiser-Josef-Platz au fost refăcute din nou. De asemenea, sunt conservate de la momentul inițial marele altar în stil clasic cu un tablou de Josef Wonsidler (din 1829) și amvonul.
În cursul unor ample lucrări de renovare, desfășurate în 1992 după planurile lui Werner Hollomey, clădirea bisericii a primit o nouă înfățișare. Au fost înlocuite vitraliile, altarul portabil, amvonul și cristelnița. Comunitatea enoriașilor este a doua ca mărime între comunitățile evanghelice din Austria.

## Complexul de clădiri
Biserica Mântuitorului formează împreună cu clădirile parohiale un complex propriu. Partea frontală a bisericii este situată pe Kaiser-Josef-Platz, unde se află cea mai mare piață agroalimentară a orașului Graz. O altă parte a pieței este ocupată de Opera din Graz.